# Daniel Amadeo y Videla
Daniel Amadeo y Videla (Buenos Aires, 21 de mayo de 1899 - íd., 4 de febrero de 1967) fue un abogado, estanciero y político argentino, que ejerció como Ministro de Agricultura y Ganadería de su país durante la presidencia de Ramón Castillo.

## Biografía
Se recibió de abogado en la Universidad de Buenos Aires, y dividió sus intereses entre su profesión y la administración de sus campos en el partido de Coronel Suárez.
Era afiliado a CARBAP y fue también vicepresidente de la Sociedad Rural Argentina. En 1924 fue elegido diputado nacional por el Partido Conservador, y fue presidente del Club de Polo de Coronel Suárez y vicepresidente de la Asociación Argentina de Polo (AAP).
Fue nuevamente diputado nacional entre 1932 y 1936, año en que fue reelegido, pero renunció para ser intendente municipal de Coronel Suárez hasta 1940.
En septiembre de 1940, durante la presidencia provisional de Ramón Castillo, fue nombrado ministro de Agricultura y Ganadería de la Nación. Durante su mandato intentó promover las exportaciones agropecuarias a destinos no afectados por la Segunda Guerra Mundial; además fue autor de una ley especial para promover la producción de tabaco, primeramente en la provincia de Corrientes y luego en Salta. Tuvo también participación en la creación de la Flota Mercante argentina.
Su mandato terminó con la revolución de 1943. Durante la presidencia de Juan Domingo Perón se radicó en Montevideo, Uruguay.
Falleció en Buenos Aires en 1967.